# Der Jüngling und der Greis
Der Jüngling und der Greis. Versuch eines Nichtstudierten ist der Titel eines höchstwahrscheinlich von Friedrich Schiller nach einer Vorlage seines Freundes Georg Friedrich von Scharffenstein verfassten und 1782 erschienenen Dialogs zwischen dem altersweisen Almar und dem jungen Schwärmer Selim über den Sinn des Lebens. Die unterschiedlichen Auffassungen der beiden veranschaulichen die duale Weltsicht des Verfassers.

## Inhalt
Almar warnt Selim vor seiner Ruhelosigkeit und sieht ihn in der Gefahr, auf seinem „Fluge“ in einen „Sumpf“ zu stürzen: „[E]in Traum wird dich verzehren.“ Er fürchtet, dass er „eitle[n] Wünsche[n]“ und einem „leere[n] Phantom“ nachzujagt: „[D]ein Kopf ist noch von Romanen erhitzt. Deine Ideen von Bestimmung und Tätigkeit sind Irrwische. Sieh! die Natur läßt überall Rosengebüsche wachsen und lehrt die Unschuld ihren frohen Gesang.“ Er rät zur Gelassenheit, zu Genügsamkeit und zum Verweilen, um das Leben im „Garten“ genießen zu können.
Selim lehnt diese statische Haltung, die allein für Almar in seiner „sich neigenden Natur“ passe, für sich ab: Auch wenn er nur Phantomen nachjage, so sei „der Weg […] nicht verloren“. „Was sind wir für zweideutige Geschöpfe! Ruhe ist nicht die Bestimmung unserer Natur, unaufhaltsam lispelt und ruft eine geheime Stimme nach unbekannten dunklen Szenen.“ Der Schöpfer habe ihm eine „glühende Seele“ gegeben, mit der er, gewissermaßen faustisch, auf der Suche nach Vervollkommnung durchs Leben eilen müsse: „Unaufhaltsames Streben ist das Element der Seele. Beim Worte Genügsamkeit zersplittern die Stufen in der unendlichen Leiter der Wesen. Dieser Durst, diese Unruhe, mein Schmerz über meine Schwachheit entschleiert meine Hoheit. Ich weine, nur ein Mensch zu sein, ich jauchze, ein Gott sein zu können. […] meine Laufbahn ist die Ewigkeit. Durch die Hoheit und Zahl meiner Wünsche werd ich mich in der Geister Gewühl stehlen, die nach der Gottheit hinzücken.“

## Einordnung und Interpretation

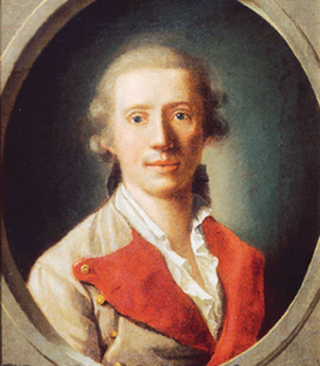
Schiller als Regimentsarzt. Porträt von Philipp Friedrich von Hetsch (1782/1783)

Der Jüngling und der Greis erschien 1782 im von Schiller herausgegebenen Wirtembergischen Repertorium der Literatur und ist offenbar ein Gemeinschaftswerk: Der mit „Schstn.“ unterzeichnete Text verweist auf Schillers Akademie-Freund Georg Friedrich von Scharffenstein. „Aber vieles spricht dafür, daß von [diesem] nur der Entwurf, von Sch. selber dagegen Geist, Stil und weiterhin der Wortlaut des vorliegenden Textes stammt.“ Zudem trägt der Jüngling den Namen Selim. So „hieß Schiller im Freundschaftsbunde mit Scharffenstein“.
Wie andere in den 1780er Jahren entstandenen philosophische Texte, z. B. die Philosophischen Briefe und die kleinen Erzählungen veranschaulicht dieses Gespräch die doppelte Weltsicht Schillers in der Spätphase der Aufklärung, in der er „als Grenzgänger der Klassik“ die „abstrakten Ideale“ kritisch hinterfragt. „Wir dürften daher nicht so sehr vermeintliche Gewissheiten, ewige Wahrheiten und zeitlose Ideale in seinem Werk suchen“.
Eine ähnliche Kontroverse unter Verwendung des Ikarus-Motivs gestaltete Christian Fürchtegott Gellert in seinem gleichnamigen Gedicht Der Jüngling und der Greis (1769.)

## Ausgaben
- Wirtembergisches Repertorium der Literatur, 2. Stück, 1782.
- Werkausgaben